# 柯成贵
柯成贵（1908年—1935年5月1日），又名柯润，字伯庠，福建连江西洋岛人（今属霞浦县），中国共产党早期人物，中国工农红军第一支海上游击队建立者。

## 生平

### 省城肄业、怒杀渔霸
柯成贵出生在连江县西洋岛（今霞浦县海岛乡）的一个灯塔工人家庭，幼年习得一身较好的水性，在私塾读过书。1925年，在家人的支持下，柯成贵到福州，寄读于教会主办的格致中学。五卅惨案发生后，柯成贵随学生上街游行，遭到周荫人政府的镇压。1928年春自学校肄业，回到了西洋岛。回乡后，因不满一渔霸在当地豪夺渔场、强抢民女，柯成贵出面与其理论却被殴打，一怒之下柯成贵将渔霸杀死。后柯成贵因此被政府通缉，当地村民设法掩护他离开西洋，到福州各处躲避，在这期间他交了一些江湖朋友，买了枪支，有了组建武装的基础。

### 组建海匪武装、投共改编
1931年，柯成贵回到西洋岛，在当地招兵买马，组建了一支100多人由贫穷的渔民组成的海匪队伍，在该岛附近劫富济贫。連江縣政府多次派兵试图剿灭柯部，但均未能成功，后试图招安，亦未果。
1933年冬，柯成贵听说中国共产党在福安的“甘棠暴动”取得了成功，决定投靠共产党，便派自己的武装副队长林红俤赴福安六屿乡（今下白石镇六屿村）找到当地的中共地下党，并联系上了时任闽东红军游击队队长的任铁锋，请求将海匪武装改编为游击队。中共福安中心县委先委派陈亮（柯成贵在格致中学就读时的同学）上岛与柯成贵商讨改编事宜，柯成贵接受了地下党提出的要求。翌年1月中心县委又委派曾志上岛，将柯成贵的武装正式改编为闽东独立团海上游击独立营，在该营建立中共党支部，柯成贵任营长并被批准加入中国共产党，陈亮任政委。这支游击队是中国共产党和中国工农红军历史上第一支建立在海上的成建制部队。

### 海上游击行动
柯成贵部投共后，在中共的指导下在浮鹰岛打铁坑建立了一所土炸弹厂，并多次袭击沿途国军和日本的交通运输船只，协助闽东苏区购买医药用品。闽东红军在攻打霞浦县城的暴动中失利后，当地的地主和大刀會对盐田地区的苏区进行了多次反攻，在中共的指示下，柯成贵派游击队对霞浦沿海进行骚扰，摧毁了霞浦沿海大京、三洲、石湖等村的大刀会据点。
1934年10月，国军通濟號練習艦出航上海，途径西洋岛时试图查探当地情报，柯成贵决定袭击该舰。舰艇人员登岛时，遭到海上游击队的突袭，一人被射杀，通济号当即向上级求援，当地政府遂派海籌號防護巡洋艦前往支援。两舰会合后，因情况不明而不敢登岛作战。当晚，柯成贵在岛上某处点起数百盏灯笼，两舰以为是红军游击队的驻扎地，向那里开炮。然而拂晓时，两舰发现游击队的船只已经将他们包围，由于舰艇火炮无法近距离作战，两舰只得撤退。此后国军海军不敢再驶入西洋海域。在其后的一年中游击队又逐步扩大至300多人，《江声报》称“柯成贵部有六七百人，纵横海上，极为强悍”。

### 掩护红军撤退、被捕处决
1935年，闽东红军西南团和中共连（江）罗（源）县委被国军围剿，西南团团长杨采衡、共青团连罗县委书记陈云飞等20余人突围后连夜撤往西洋岛，被柯成贵安置在秘密楼中，翌日国军派楚同、海明、通济三舰封锁海面，陆军第八十七师三七五旅五一七团率军连同当地武装民团一千多人进攻西洋岛，但柯成贵将西南团人员转移到凤门屿某山洞中安置，国军围剿未能成功。
次日，柯成贵在给洞中人员送食物时被国军发现，为避免暴露藏匿地点，柯故意将方向改变驶向横屿灯塔，随后国军将他抓获，押送到福建省保安司令部。柯成贵被捕后，共产党组织试图营救他，但由于黄岐等地渔霸联名上告，他的地下党身份暴露，使得营救无效。国民政府对其处以逼供并利诱其投降，但柯成贵拒绝变节。农历民国二十四年三月廿九（公历1935年5月1日），柯成贵被押送到福州鸡角弄刑场枪决，时年27岁。

## 身后
柯成贵逝世后，在国军的继续进攻和独立营自身内讧的情况下，海上独立营以解散而告终。1966年，中华人民共和国民政部追授柯成贵为革命烈士。1991年，中共福建省委拍摄了一部电视剧《海上游击队》，以纪念柯成贵与海上独立营。2009年，霞浦县人民政府在海岛乡柯成贵家乡建立他的衣冠冢。